# 伊利沙伯中學舊生會小學
}}

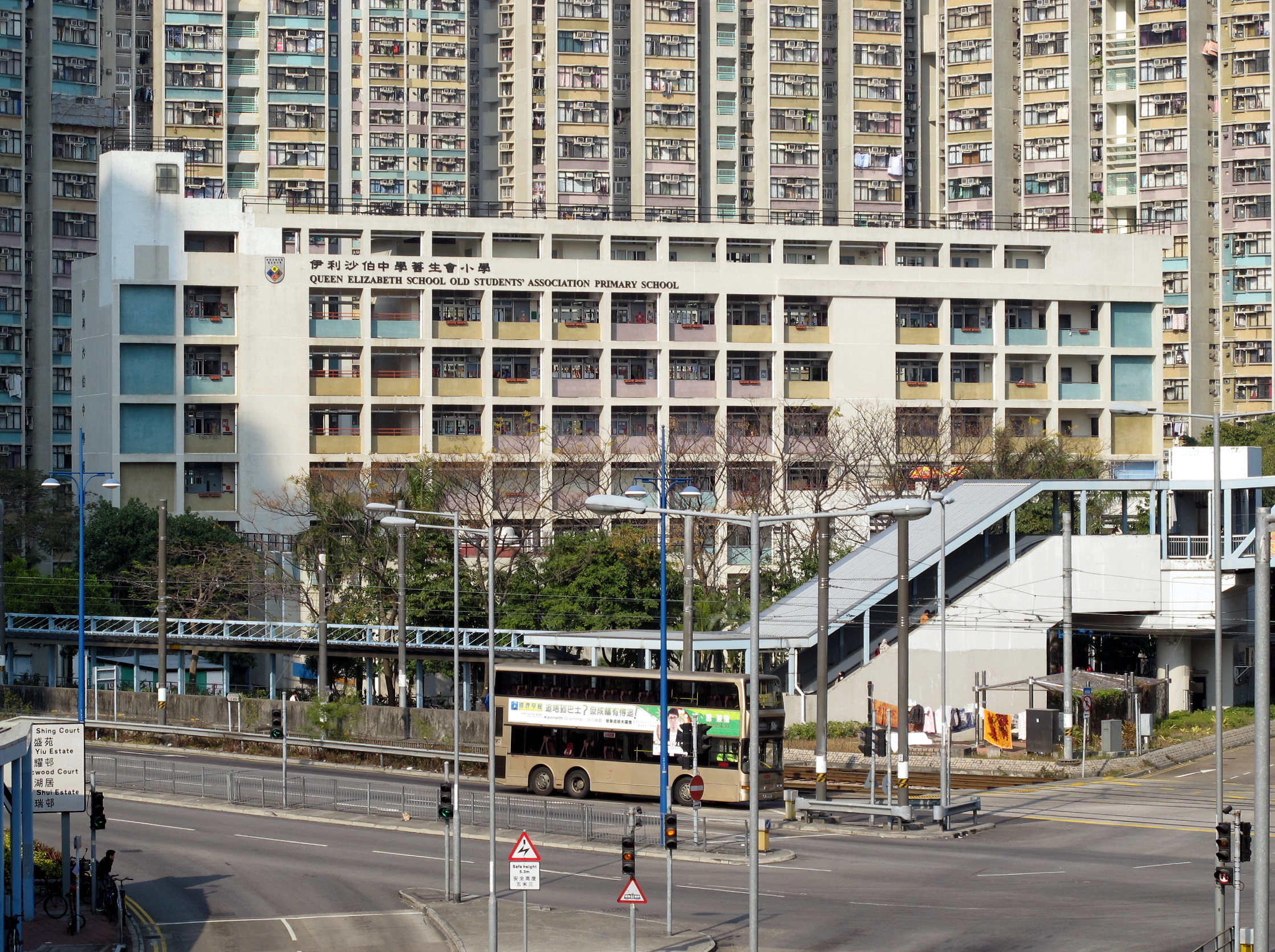
伊利沙伯中學舊生會小學校舍外貌

伊利沙伯中學舊生會小學（英語：Queen Elizabeth School Old Student's Association Primary School），簡稱QESOSAPS/QPS，是由伊利沙伯中學舊生會成員組成的伊利沙伯中學舊生會教育推廣機構創辦於1992年，是屬於機構最早在天水圍創立的學校體系（「伊家人」）其中一員。伊利沙伯中學舊生會小學本為一間半日制小學（上午及下午校）。1999年，機構將小學分拆成兩所擁有獨立校舍的全日制津貼小學，新增學校名為「伊利沙伯中學舊生會小學分校」，並沿用故有社制、校訓。

## 校訓及辦學宗旨
兩所學校的校訓均承傳於伊利沙伯中學的校訓，以借喻舊生會將母校的教學精神傳承下去，校訓為「修己善群」，寓意為「受於社會、取於社會、用於社會、報於社會」。並以如下宗旨為辦學目標：
- 協力為學生營造正面、積極、關懷的學習環境，使身心、情緒和社群性達致健康均衡的發展。
- 為社會培育以「修己善群」為人生學習目標，並熱切追求知識及真理，為教育專業的發展作出貢獻
- 根據辦學目標、課程願景和學習指引制定個人及社會成長課程，配合校本輔導計劃，培養和諧的師生關係和學生對學校的歸屬感。

## 歷任校長

### 上午校
- 何松年先生（1992年-1997年，上午校創校校長）
- 楊煥岐先生（1997年-1998年，第二任，原為下午校創校校長）
- 鄧貴泰先生（1998年-1999年，第三任，轉全日制後繼續出任校長）

### 全日制
- 鄧貴泰先生（1999年-2011年，全日制首任校長）
- 何敏薇女士（2011年-2021年，全日制第二任校長）
- 蔣棟良先生（2021年-現今，現任校長）

## 課程及設計目標
科目：
中文、英文、數學、常識、音樂、視覺藝術、普通話
目標：
- 注重學生均衡發展
- 注重延展活動
- 注重非核心課程
- 營造愉快而富挑戰性的學習環境
- 重視教師專業培訓

## 學生團隊及活動

### 活動及校隊
- 好學生及傑出好學生選舉
- 聯課活動
- 體驗課
- 課餘興趣班（古箏、中國武術、空手道、跆拳道、足球、羽毛球、K-Pop舞、Youtuber課程、小小科學家、綜合視藝)
- 成長的天空
- 遊學團
- 拔尖班(中文優創班、Speaking Class、Writing Class、數學拔尖、多元智能班、陶藝班、視藝延展班、簡易田徑)
- 體育校隊（欖球、足球、排球、籃球、羽毛球、田徑、游泳、花式跳繩、街舞、)
- 歌詠團
- 牧童笛隊
- 敲擊樂隊
- 步操樂圑
- 古箏隊
- 普通話集誦隊
- 辯論隊
- 獅隊
- 龍隊

### 服務團隊
- 校園電視台：「伊TV」
- 公益少年團
- 領袖生
- 圖書館管理員
- 課室圖書管理員
- 英文大使
- 小老師
- 體育領袖
- 童軍
- 遊戲大使
- IT小先鋒
- 中文伴讀大使
- 數學大使

## 活動資訊
欖球

欖球隊於成立2001年，曾獲獎項：
簡易運動大賽 – 欖球比賽：
- 2006 男子組亞軍、女子組冠軍
- 2007 男子組亞軍、女子組優異
- 2008 男子組亞軍、女子組亞軍
- 2009 男子組冠軍、女子組冠軍
- 2010 男子組冠軍、女子組冠軍
- 2011 男子組亞軍、女子組亞軍
- 2012 男子組亞軍、女子組冠軍
- 2013 男子組冠軍、女子組冠軍
- 2014 男子組優異、女子組亞軍
- 2015 男子組冠軍、女子組亞軍
- 2016 男子組亞軍、女子組冠軍

全港小學校際非撞式欖球錦標賽：
- 2009-10上學期 	1冠、1亞、1季
- 2009-10下學期	1亞、2季、1殿
- 2010-11上學期   1冠、2亞、3季、1殿
- 2010-11下學期   1冠、1亞、2殿
- 2011-12上學期   2冠、2亞
- 2011-12下學期   1冠、2亞、1季、2殿
- 2012-13上學期   1亞、2季、2殿
- 2012-13下學期   1亞、1季、3殿
- 2013-14年度     杯賽:1亞、1季、1殿    碟賽:1冠、1亞
- 2014-15年度     杯賽:1亞、1季、1殿    碟賽:2冠

全港小學校際帶式欖球錦標賽：
- 2001-02年度	1殿
- 2002-03年度	1冠、1亞、2季、1殿
- 2003-04年度	2冠、1亞、3季
- 2004-05年度	3冠、1亞、1季、2殿
- 2005-06年度	2冠、2亞、1季、2殿
- 2006-07年度	1冠、3亞、2季、4殿
- 2007-08年度	1冠、3亞、2季、2殿
- 2008-09年度	2冠、2亞、3季、2殿

## 參閱
- 伊利沙伯中學
- 伊利沙伯中學舊生會小學分校
- 伊利沙伯中學舊生會中學
- 伊利沙伯中學舊生會湯國華中學

## 外部連結
- 伊利沙伯中學舊生會小學（正校） （页面存档备份，存于）
- 伊利沙伯中學舊生會小學（正校）Facebook
- 伊利沙伯中學舊生會小學（正校）Instagram
- 伊利沙伯中學舊生會小學（正校）Youtube

（页面存档备份，存于）
- 伊利沙伯中學舊生會小學舊生會
- 伊利沙伯中學舊生會教育推廣機構屬下學校的一條龍簡介
- 2014年辦學團體更將「伊家人」三字及徽號註冊